# السباحة في دورة الألعاب البارابان الأمريكية 2023
أقيمت مسابقات السباحة في دورة الألعاب البارالمبية الأمريكية 2023 في سانتياغو، تشيلي، في المركز المائي من 18 إلى 24 نوفمبر 2023.

## الدول المشاركة
يشارك في الألعاب 235 سباحًا من 20 دولة.
- الأرجنتين (32)
- باربادوس (1)
- البرازيل (38)
- كندا (14)
- تشيلي (11) (المستضيف)
- كولومبيا (24)
- كوستاريكا (4)
- كوبا (4)
- جمهورية الدومينيكان (2)
- الإكوادور (2)
- السلفادور (1)
- المكسيك (40)
- بنما (3)
- باراغواي (1)
- بيرو (8)
- بورتوريكو (2)
- سانت فينسنت والغرينادين (1)
- الولايات المتحدة (36)
- الأوروغواي (2)
- فنزويلا (9)

## جدول الميداليات
*   البلد المضيف ( CHI)
| المرتبة | NPC     | ذهبية | فضية | برونزية | المجموع |
| ------- | ------- | ----- | ---- | ------- | ------- |
| 1       | BRA     | 67    | 30   | 23      | 120     |
| 2       | COL     | 20    | 23   | 21      | 64      |
| 3       | MEX     | 11    | 23   | 21      | 55      |
| 4       | USA     | 11    | 22   | 19      | 52      |
| 5       | ARG     | 9     | 12   | 15      | 36      |
| 6       | CHI*    | 1     | 6    | 3       | 10      |
| 7       | CAN     | 1     | 2    | 7       | 10      |
| 8       | VEN     | 0     | 1    | 2       | 3       |
| 9       | CRC     | 0     | 1    | 1       | 2       |
| 10      | ECU     | 0     | 1    | 0       | 1       |
| 11      | PER     | 0     | 0    | 4       | 4       |
| 12      | CUB     | 0     | 0    | 3       | 3       |
| المجموع | المجموع | 120   | 121  | 119     | 360     |

## الحائزون على الميداليات

### سباقات الرجال

#### السباحة الحرة
| الحدث | الفئة | الذهبية                         | الفضية                           | البرونزية                        |
| ----- | ----- | ------------------------------- | -------------------------------- | -------------------------------- |
| 50 م  | S2    | جابرييل أراوجو · البرازيل       | ألبرتو أبارزا · تشيلي            | كريستوفر ترونكو · المكسيك        |
| 50 م  | S3    | دييغو لوبيز دياز · المكسيك      | ماركوس زاراتي · المكسيك          | باتريشيو لاريناس · تشيلي         |
| 50 م  | S5    | صموئيل أوليفيرا · البرازيل      | تياغو دي أوليفيرا · البرازيل     | عباس كريمي · الولايات المتحدة    |
| 50 م  | S7    | كارلوس سيرانو زاراتي · كولومبيا | إيناكي باسيلوف · الأرجنتين       | يوسجانييل هيرنانديز · كوبا       |
| 50 م  | S9    | فانيلتون دو ناسيمنتو · البرازيل | أندريه ريبيرو · البرازيل         | نواه بوش · الولايات المتحدة      |
| 50 م  | S10   | فيليبي رودريغيز · البرازيل      | فرناندو لو · كندا                | يسين الدمرداش · الولايات المتحدة |
| 50 م  | S11   | ويندل بيلارمينو · البرازيل      | ماثيوس رايني · البرازيل          | برايان تريانا · كولومبيا         |
| 50 م  | S13   | دوغلاس ماتيرا · البرازيل        | توماز روشا · البرازيل            | فرناندو مارتينيز · المكسيك       |
| 100 م | S2    | جابرييل أراوجو · البرازيل       | ألبرتو أبارزا · تشيلي            | رودريغو سانتيان · بيرو           |
| 100 م | S5    | صموئيل أوليفيرا · البرازيل      | تياغو دي أوليفيرا · البرازيل     | ميغيل أنخيل رينكون · كولومبيا    |
| 100 م | S6    | تاليسون غلوك · البرازيل         | نيلسون كريسبين · كولومبيا        | لورينزو بيريز · كوبا             |
| 100 م | S8    | كارلوس سيرانو زاراتي · كولومبيا | جابرييل كريستيانو · البرازيل     | لويس أندريه · المكسيك            |
| 100 م | S10   | فيليبي رودريغيز · البرازيل      | يسين الدمرداش · الولايات المتحدة | جاجديف جيل · كندا                |
| 100 م | S12   | دوغلاس ماتيرا · البرازيل        | دانييل جيرالدو كوريا · كولومبيا  | توماز روشا · البرازيل            |
| 200 م | S2    | جابرييل أراوجو · البرازيل       | ألبرتو أبارزا · تشيلي            | رودريغو سانتيان · بيرو           |
| 200 م | S3    | دييغو لوبيز دياز · المكسيك      | ماركوس زاراتي · المكسيك          | باتريشيو لاريناس · تشيلي         |
| 200 م | S5    | صموئيل أوليفيرا · البرازيل      | ميغيل أنخيل رينكون · كولومبيا    | كيفن مورينو · كولومبيا           |
| 200 م | S14   | جابرييل بانديرا · البرازيل      | خوان غارسيا · كولومبيا           | تايسون ماكدونالد · كندا          |
| 400 m | S6    | تاليسون غلوك · البرازيل         | خوان جوتيريز · المكسيك           | خيسوس جوتيريز · المكسيك          |
| 400 m | S7    | إيناكي باسيلوف · الأرجنتين      | أدين ويليامز · الولايات المتحدة  | فاكوندو أرجوي · الأرجنتين        |
| 400 m | S9    | أندريه ريبيرو · البرازيل        | إريك تاندازو · الإكوادور         | فيكتور دوس سانتوس · البرازيل     |
| 400 m | S11   | ماثيوس رايني · البرازيل         | ويندل بيلارمينو · البرازيل       | سيرجيو زاياس · الأرجنتين         |
| 400 m | S13   | دوغلاس ماتيرا · البرازيل        | فرناندو مارتينيز · المكسيك       | توماز روشا · البرازيل            |

#### سباحة الظهر
| الحدث | الفئة | الذهبية                          | الفضية                                            | البرونزية                                          |
| ----- | ----- | -------------------------------- | ------------------------------------------------- | -------------------------------------------------- |
| 50 م  | S2    | جابرييل أراوجو · البرازيل        | كريستوفر ترونكو · المكسيك · ألبرتو أبارزا · تشيلي | لا يوجد ميدالية برونزية؛ تعادل في الميدالية الفضية |
| 50 م  | S3    | دييغو لوبيز دياز · المكسيك       | ماركوس زاراتي · المكسيك                           | خوسيه سيلفا · بيرو                                 |
| 50 م  | S4    | أنخيل كاماشو · المكسيك           | خيسوس هيرنانديز · المكسيك                         | جوستافو سانشيز · المكسيك                           |
| 50 م  | S5    | صموئيل أوليفيرا · البرازيل       | كيفن مورينو · كولومبيا                            | تياغو دي أوليفيرا · البرازيل                       |
| 100 م | S2    | جابرييل أراوجو · البرازيل        | ألبرتو أبارزا · تشيلي                             | رودريغو سانتيان · بيرو                             |
| 100 م | S6    | ماتياس دي أندرادي · الأرجنتين    | نيلسون كريسبين · كولومبيا                         | تاليسون غلوك · البرازيل                            |
| 100 م | S8    | فرناندو كارلومانغو · الأرجنتين   | جاك أونيل · الولايات المتحدة                      | إيناكي باسيلوف · الأرجنتين                         |
| 100 م | S9    | فيكتور دوس سانتوس · البرازيل     | أندريه بيريرا · البرازيل                          | لوكاس موزيلا · البرازيل                            |
| 100 م | S10   | يسين الدمرداش · الولايات المتحدة | سانتياغو سينسترو · الأرجنتين                      | نيكولاس نييتو · الأرجنتين                          |
| 100 م | S11   | ويندل بيلارمينو · البرازيل       | لايدر ليموس · كولومبيا                            | خوسيه بيرديغاو · البرازيل                          |
| 100 م | S12   | دوغلاس ماتيرا · البرازيل         | إيفان ويلكرسون · الولايات المتحدة                 | دانييل جيرالدو كوريا · كولومبيا                    |
| 100 م | S14   | جابرييل بانديرا · البرازيل       | خوان غارسيا · كولومبيا                            | تايسون ماكدونالد · كندا                            |

#### سباحة الصدر
| الحدث | الفئة | الذهبية                         | الفضية                           | البرونزية                         |
| ----- | ----- | ------------------------------- | -------------------------------- | --------------------------------- |
| 50 م  | SB2   | خوسيه كاستورينا · المكسيك       | كريستوفر ترونكو · المكسيك        | ماركوس زاراتي · المكسيك           |
| 100 م | SB4   | دييغو ريفيرا · الأرجنتين        | ميغيل أنخيل رينكون · كولومبيا    | خيسوس رويز · المكسيك              |
| 100 م | SB5   | روبرتو ألكالدي · البرازيل       | جيرمان أريفالو · الأرجنتين       | جوليان تريانا · كولومبيا          |
| 100 م | SB6   | نيلسون كريسبين · كولومبيا       | زاكاري شاتوك · الولايات المتحدة  | إيناكي باسيلوف · الأرجنتين        |
| 100 م | SB8   | كارلوس سيرانو زاراتي · كولومبيا | فيسينتي ألموناسيد · تشيلي        | لويس أندريه · المكسيك             |
| 100 م | SB9   | لوكاس موزيلا · البرازيل         | روان ليما · البرازيل             | سانتياغو سينسترو · الأرجنتين      |
| 100 م | SB11  | لايدر ليموس · كولومبيا          | برايان تريانا · كولومبيا         | خوسيه لويز بيرديغاو · البرازيل    |
| 100 م | SB12  | دانييل جيرالدو كوريا · كولومبيا | ويليام رانكين · الولايات المتحدة | إيفان ويلكرسون · الولايات المتحدة |
| 100 م | SB14  | جابرييل بانديرا · البرازيل      | إليان أرايا · الأرجنتين          | أوزوالد يزارا · فنزويلا           |

#### الفراشة
| الحدث | الفئة | الذهبية                          | الفضية                          | البرونزية                         |
| ----- | ----- | -------------------------------- | ------------------------------- | --------------------------------- |
| 50 م  | S5    | صامويل أوليفيرا · البرازيل       | تياغو دي أوليفيرا · البرازيل    | عباس كريمي · الولايات المتحدة     |
| 50 م  | S6    | نيلسون كريسبين · كولومبيا        | خيسوس غوتييريز · المكسيك        | زاكاري شاتوك · الولايات المتحدة   |
| 50 م  | S7    | إيفان أوستن · الولايات المتحدة   | كارلوس سيرانو زاراتي · كولومبيا | إنياكي باسيلوف · الأرجنتين        |
| 100 م | S8    | غابرييل كريستيانو · البرازيل     | لوكاس ليغويزا · الأرجنتين       | لويس أندرادي · المكسيك            |
| 100 م | S9    | فانيلتون دو ناسيمينتو · البرازيل | فيكتور دوس سانتوس · البرازيل    | ديفيد جيلفاند · الولايات المتحدة  |
| 100 م | S10   | فيليبي رودريغيز · البرازيل       | نيكولاس نيتو · الأرجنتين        | فرناندو لو · كندا                 |
| 100 م | S11   | ويندل بيلارمينو · البرازيل       | لايدر ليموس · كولومبيا          | خوسيه بيرديغاو · البرازيل         |
| 100 م | S12   | دوغلاس ماتيرا · البرازيل         | دانييل جيرالدو كوريا · كولومبيا | توماز روشا · البرازيل             |
| 100 م | S14   | غابرييل باندييرا · البرازيل      | لاوتارو مايدانا · الأرجنتين     | تريفور لوكاسكو · الولايات المتحدة |

#### ميدلي
| الحدث | الفئة | الذهبية                         | الفضية                           | البرونزية                        |
| ----- | ----- | ------------------------------- | -------------------------------- | -------------------------------- |
| 150 م | SM4   | أنخيل كاماتشو · المكسيك         | غوستافو سانشيز · المكسيك         | خيسوس هرنانديز · المكسيك         |
| 200 م | SM6   | نيلسون كريسبين · كولومبيا       | تاليسون غلوك · البرازيل          | خيسوس غوتييريز · المكسيك         |
| 200 م | SM7   | كارلوس سيرانو زاراتي · كولومبيا | إنياكي باسيلوف · الأرجنتين       | يوسجانييل هرنانديز · كوبا        |
| 200 م | SM8   | فيثينتي ألمانوسيد · تشيلي       | لويس أندرادي · المكسيك           | لوكاس ليغويزا · الأرجنتين        |
| 200 م | SM9   | لوكاس موزيلا · البرازيل         | ديفيد جيلفاند · الولايات المتحدة | فيكتور دوس سانتوس · البرازيل     |
| 200 م | SM10  | سانتياغو سينيسترو · الأرجنتين   | روان ليما · البرازيل             | فيليبي رودريغيز · البرازيل       |
| 200 م | SM11  | ويندل بيلارمينو · البرازيل      | برايان تريانا · كولومبيا         | خوسيه بيرديغاو · البرازيل        |
| 200 م | SM13  | دوغلاس ماتيرا · البرازيل        | دانييل جيرالدو كوريا · كولومبيا  | ويليام رانكين · الولايات المتحدة |
| 200 م | SM14  | غابرييل باندييرا · البرازيل     | تايسون ماكدونالد · كندا          | لاوتارو مايدانا · الأرجنتين      |

### أحداث السيدات

#### الحرة
| الحدث | الفئة | الذهبية                        | الفضية                            | البرونزية                        |
| ----- | ----- | ------------------------------ | --------------------------------- | -------------------------------- |
| 50 م  | S4    | ليديا فييرا · البرازيل         | باتريسيا بيريرا · البرازيل        | نيلي ميراندا · المكسيك           |
| 50 م  | S6    | ليلا سوزيغان · البرازيل        | ميغان جيوفريدا · الولايات المتحدة | مايارا بيتزولد · البرازيل        |
| 50 م  | S8    | سيسيليا أراوجو · البرازيل      | سارة فارغاس بلانكو · كولومبيا     | ماكنزي كوان · الولايات المتحدة   |
| 50 م  | S10   | ماريا باريرا زاباتا · كولومبيا | ماريانا جيستيرا · البرازيل        | دانييلا خيمينيز · الأرجنتين      |
| 50 م  | S11   | أنالوز بيليتيرو · الأرجنتين    | ناديا بايز · الأرجنتين            | ماتيلدي ألكازار · المكسيك        |
| 50 م  | S13   | كارول سانتياغو · البرازيل      | غريس نوهفر · الولايات المتحدة     | لوسيليني سوزا · البرازيل         |
| 100 م | S5    | ماريانا غيريرو · كولومبيا      | ليديا فييرا · البرازيل            | آنا نورييغا · الأرجنتين          |
| 100 م | S7    | سارة فارغاس بلانكو · كولومبيا  | ماكنزي كوان · الولايات المتحدة    | زاريث رودريغيز · كولومبيا        |
| 100 م | S9    | ماريانا جيستيرا · البرازيل     | ناتالي سيمز · الولايات المتحدة    | سيسيليا أراوجو · البرازيل        |
| 100 م | S10   | ماريا باريرا زاباتا · كولومبيا | تايلور وينيت · الولايات المتحدة   | سيلفانا لوبيز · المكسيك          |
| 100 م | S11   | أنالوز بيليتيرو · الأرجنتين    | شارِت يونكيه · كولومبيا            | ماتيلدي ألكازار · المكسيك        |
| 100 م | S12   | كارول سانتياغو · البرازيل      | لوسيليني سوزا · البرازيل          | بيلكيس موتا · فنزويلا            |
| 200 م | S5    | ماريانا غيريرو · كولومبيا      | ليديا فييرا · البرازيل            | آنا نورييغا · الأرجنتين          |
| 200 م | S14   | آنا سواريس · البرازيل          | بياتريس بورخيس · البرازيل         | ديبورا بورخيس · البرازيل         |
| 400 م | S6    | ليلا سوزيغان · البرازيل        | مايارا بيتزولد · البرازيل         | فيانيي تريخو · المكسيك           |
| 400 م | S8    | سيسيليا أراوجو · البرازيل      | باولا روفالكابا · المكسيك         | ماكنزي كوان · الولايات المتحدة   |
| 400 م | S9    | كيغان نوت · الولايات المتحدة   | كالي بروتشاسكا · الولايات المتحدة | مادلين وايت · الولايات المتحدة   |
| 400 م | S10   | ماريا باريرا زاباتا · كولومبيا | تايلور وينيت · الولايات المتحدة   | ميكيلا جنكينز · الولايات المتحدة |
| 400 م | S11   | ماتيلدي ألكازار · المكسيك      | أنالوز بيليتيرو · الأرجنتين       | شارِت يونكيه · كولومبيا           |

#### سباحة الظهر
| الحدث | الفئة | الذهبية                         | الفضية                               | البرونزية                         |
| ----- | ----- | ------------------------------- | ------------------------------------ | --------------------------------- |
| 50 م  | S4    | نيلي ميراندا · المكسيك          | ليديا فيييرا · البرازيل              | إيدينيا غارسيا · البرازيل         |
| 50 م  | S5    | ماريانا غيريرو · كولومبيا       | كارينا هيرنانديز · المكسيك           | غابرييلا أوفييدو · كولومبيا       |
| 100 م | S6    | روبي ستيفنز · كندا              | فيانيي تريخو · المكسيك               | ميغان جيوفريدا · الولايات المتحدة |
| 100 م | S7    | سارا فارغاس بلانكو · كولومبيا   | ماكنزي كوان · الولايات المتحدة       | زاريث رودريغيز · كولومبيا         |
| 100 م | S8    | باولا روفالكابا · المكسيك       | سيسيليا أراوجو · البرازيل            | لورا غونثاليث رودريغيز · كولومبيا |
| 100 م | S9    | ماريانا جيستيرا · البرازيل      | ماريا فرانشيسكوتي · الولايات المتحدة | كيغان نوت · الولايات المتحدة      |
| 100 م | S10   | تايلور وينيت · الولايات المتحدة | كلوي سيدرهولم · الولايات المتحدة     | ماريا ثاباتا · كولومبيا           |
| 100 م | S11   | أنالوث بييتييرو · الأرجنتين     | ماتيلدي ألكاثار · المكسيك            | شارِت يونكي · كولومبيا             |
| 100 م | S14   | آنا سواريس · البرازيل           | سيتلي ساليناس · المكسيك              | إيما فان دايك · كندا              |

#### سباحة الصدر
| الحدث | الفئة | الذهبية                        | الفضية                          | البرونزية                         |
| ----- | ----- | ------------------------------ | ------------------------------- | --------------------------------- |
| 50 م  | SB3   | باتريسيا بيريرا · البرازيل     | نيلي ميراندا · المكسيك          | ليديا فيييرا · البرازيل           |
| 100 م | SB4   | أليساندرا أوليفيرا · البرازيل  | غابرييلا أوفييدو · كولومبيا     | سوزانا شنارن دورف · البرازيل      |
| 100 م | SB5   | ليلا سوزيغان · البرازيل        | إستيفاني دي أوليفيرا · البرازيل | فيانيي تريخو · المكسيك            |
| 100 م | SB7   | جيسيل برادا · كولومبيا         | ناومي سوميليرا · المكسيك        | ناتاليا غونثاليث · المكسيك        |
| 100 م | SB8   | مادلين وايت · الولايات المتحدة | كاميلا هاسه · كوستاريكا         | كالي بروتشاسكا · الولايات المتحدة |
| 100 م | SB9   | دانييلا خيمينيز · الأرجنتين    | تايلور وينيت · الولايات المتحدة | سارا بوفينغر · الولايات المتحدة   |
| 100 م | SB12  | كارول سانتياغو · البرازيل      | بلكيس موتا · فنزويلا            | ناديا باييز · الأرجنتين           |
| 100 م | SB14  | بياتريس بورخيس · البرازيل      | ديبورا بورخيس · البرازيل        | سيتلي ساليناس · المكسيك           |

#### الفراشة
| الحدث | الفئة | الذهبية                           | الفضية                           | البرونزية                         |
| ----- | ----- | --------------------------------- | -------------------------------- | --------------------------------- |
| 50 م  | S5    | إستيفاني دي أوليفيرا · البرازيل   | دارلين روميرو · كولومبيا         | جوردان تاكر · كندا                |
| 50 م  | S6    | مايارا بيتزولد · البرازيل         | ليلا سوزيغان · البرازيل          | كارلا برافو · المكسيك             |
| 50 م  | S7    | زاريث رودريغيز · كولومبيا         | سارا فارغاس بلانكو · كولومبيا    | ناومي سوميليرا · المكسيك          |
| 100 م | S8    | فيتوريا دا سيلفا · البرازيل       | سيسيليا أراوجو · البرازيل        | لورا غونثاليث رودريغيز · كولومبيا |
| 100 م | S9    | كالي بروتشاسكا · الولايات المتحدة | دانييلا خيمينيز · الأرجنتين      | كيارا غودوي · تشيلي               |
| 100 م | S10   | تايلور وينيت · الولايات المتحدة   | ميكيلا جنكينز · الولايات المتحدة | ماريا ثاباتا · كولومبيا           |
| 100 م | S14   | آنا سواريس · البرازيل             | سيتلي ساليناس · المكسيك          | جوستين موررييه · كندا             |

#### ميدلي
| الحدث | الفئة | الذهبية                           | الفضية                       | البرونزية                         |
| ----- | ----- | --------------------------------- | ---------------------------- | --------------------------------- |
| 150 م | SM4   | نيلي ميراندا · المكسيك            | باتريسيا بيريرا · البرازيل   | ليديا فيييرا · البرازيل           |
| 200 م | SM5   | إستيفاني دي أوليفيرا · البرازيل   | ماريانا غيريرو · كولومبيا    | غابرييلا أوفييدو · كولومبيا       |
| 200 م | SM6   | ميغان جيوفريدا · الولايات المتحدة | ليلا سوزيغان · البرازيل      | مايارا بيتزولد · البرازيل         |
| 200 م | SM7   | سارا فارغاس بلانكو · كولومبيا     | زاريث رودريغيز · كولومبيا    | مالوري ويغيمان · الولايات المتحدة |
| 200 م | SM8   | هافن شيبرد · الولايات المتحدة     | سيسيليا أراوجو · البرازيل    | لورا غونثاليث رودريغيز · كولومبيا |
| 200 م | SM9   | كالي بروتشاسكا · الولايات المتحدة | كيغان نوت · الولايات المتحدة | كاميلا هاسه · كوستاريكا           |
| 200 م | SM10  | تايلور وينيت · الولايات المتحدة   | سيلفانا لوبيز · المكسيك      | كلوي سيدرهولم · الولايات المتحدة  |
| 200 م | SM11  | ماتيلدي ألكاثار · المكسيك         | أنالوث بييتييرو · الأرجنتين  | ناديا باييز · الأرجنتين           |
| 200 م | SM14  | آنا سواريس · البرازيل             | ديبورا بورخيس · البرازيل     | بياتريس بورخيس · البرازيل         |

### الأحداث المختلطة

#### الحرة
| الحدث           | الفئة   | الذهبية                                                                         | الفضية                                                                      | البرونزية                                                                        |
| --------------- | ------- | ------------------------------------------------------------------------------- | --------------------------------------------------------------------------- | -------------------------------------------------------------------------------- |
| تتابع 4 × 50 م  | 20 نقطة | البرازيل · ليلا سوزيغان · باتريسيا بيريرا · صامويل أوليفيرا · تياغو دي أوليفيرا | المكسيك · كارلا برافو · نيلي ميراندا · راؤول غوتييريز · أنخيل كاماتشو       | كولومبيا · ماريانا غيريرو · غابرييلا أوفييدو · ميغيل أنخيل رينكون · كيفين مورينو |
| تتابع 4 × 100 م | 34 نقطة | البرازيل · ماريانا جيستيرا · سيسيليا أراوجو · تاليسون غلوك · فيليبي رودريغيز    | الولايات المتحدة · ناتالي سيمز · ماكنزي كوان · جاك أونيل · ياسين الدمرداش   | كولومبيا · مايرا دوارتي · ماريا ثاباتا · نلسون كريسبين · كارلوس سيرانو ثاراتي    |
| تتابع 4 × 100 م | 49 نقطة | البرازيل · كارول سانتياغو · لوسيليني سوزا · دوغلاس ماتيرا · ماثيوس رايني        | المكسيك · ريبيكا لوغو · ماتيلدي ألكاثار · كارلوس ليتشوغا · فرناندو مارتينيز | كولومبيا · ميشيل كورتيس · شارِت يونكي · برايان تريانا · دانييل خيرالدو كوريا      |

#### ميدلي
| الحدث           | الفئة   | الذهبية                                                                        | الفضية                                                                    | البرونزية                                                                         |
| --------------- | ------- | ------------------------------------------------------------------------------ | ------------------------------------------------------------------------- | --------------------------------------------------------------------------------- |
| تتابع 4 × 50 م  | 20 نقطة | البرازيل · مايارا بيتزولد · باتريسيا بيريرا · صامويل أوليفيرا · روبرتو ألكالدي | المكسيك · ناومي سوميليرا · نيلي ميراندا · بيدرو رانخل · أنخيل كاماتشو     | كولومبيا · ماريانا غيريرو · غابرييلا أوفييدو · نلسون كريسبين · ميغيل أنخيل رينكون |
| تتابع 4 × 100 م | 34 نقطة | البرازيل · ماريانا جيستيرا · سيسيليا أراوجو · لوكاس موزيلا · غابرييل كريستيانو | الولايات المتحدة · تايلور وينيت · ماكنزي كوان · إيميت مارتن · جاك أونيل   | كولومبيا · سارا فارغاس بلانكو · ماريا ثاباتا · خوان كاسترو · كارلوس سيرانو ثاراتي |
| تتابع 4 × 100 م | 49 نقطة | البرازيل · كارول سانتياغو · لوسيليني سوزا · دوغلاس ماتيرا · ويندل بيلارمينو    | كولومبيا · ميشيل كورتيس · شارِت يونكي · لايدر ليموس · دانييل خيرالدو كوريا | الأرجنتين · ناديا باييز · أنالوث بييتييرو · والتر بيتسا · يوناس سيموني            |

## وصلات خارجية
- Results Book